# Pfadfinderkluft
Eine Pfadfinderkluft (Kluft: rotwelsch für Kleid, Anzug; vielleicht von hebräisch ḥalīfā – Kleider oder qelīfā – Schale) ist die traditionelle, innerhalb eines Pfadfinderbundes oder -verbandes einheitliche, Bekleidung der Pfadfinder. Sie wird auch Fahrtenhemd  oder Tracht genannt; in der Schweiz und in Österreich wird der Begriff Pfadfinderuniform benutzt, was in Deutschland, wegen der Nähe des Begriffs zum Militär, vermieden wird.

## Hemd

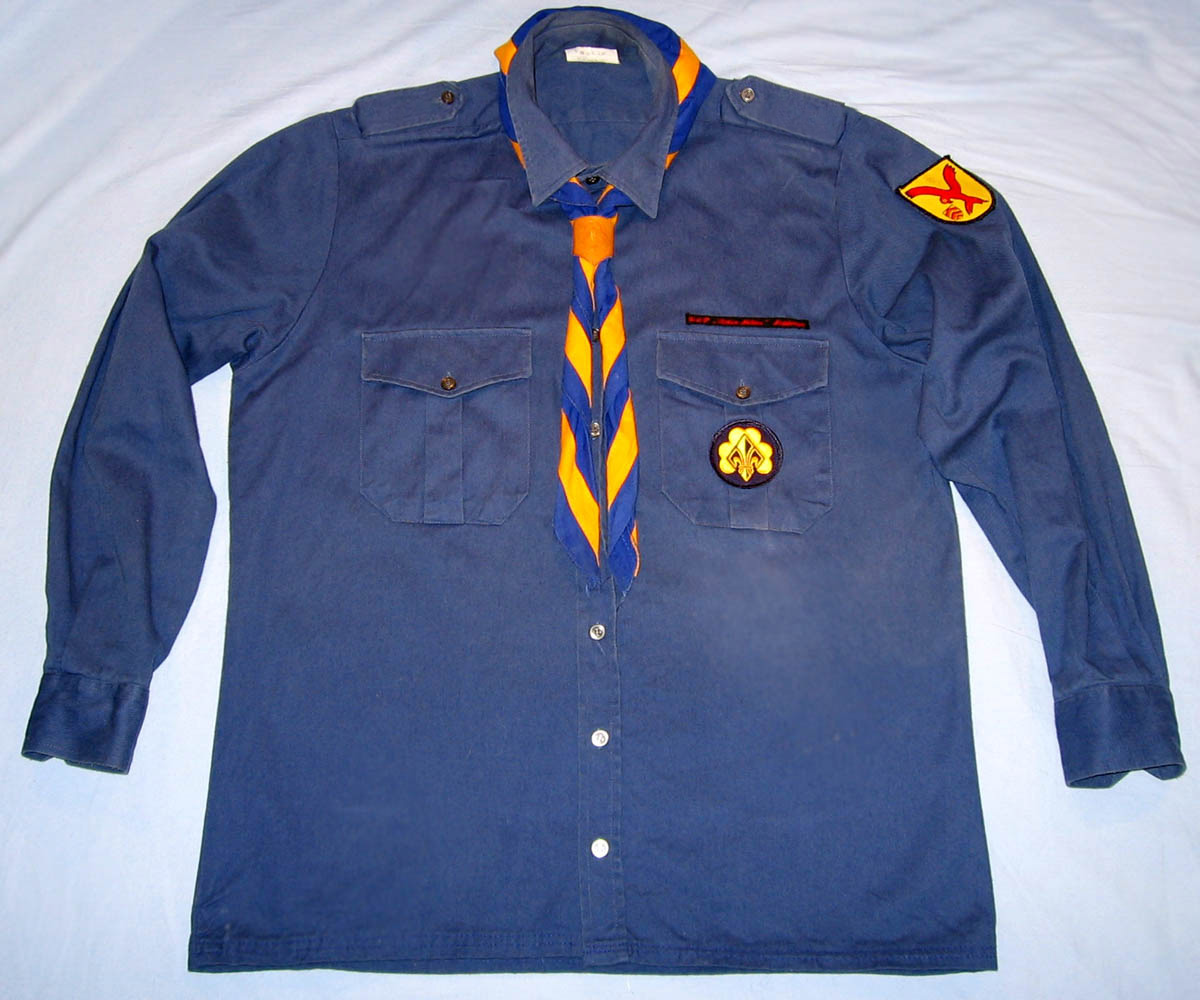
Pfadfinderkluft des BdP
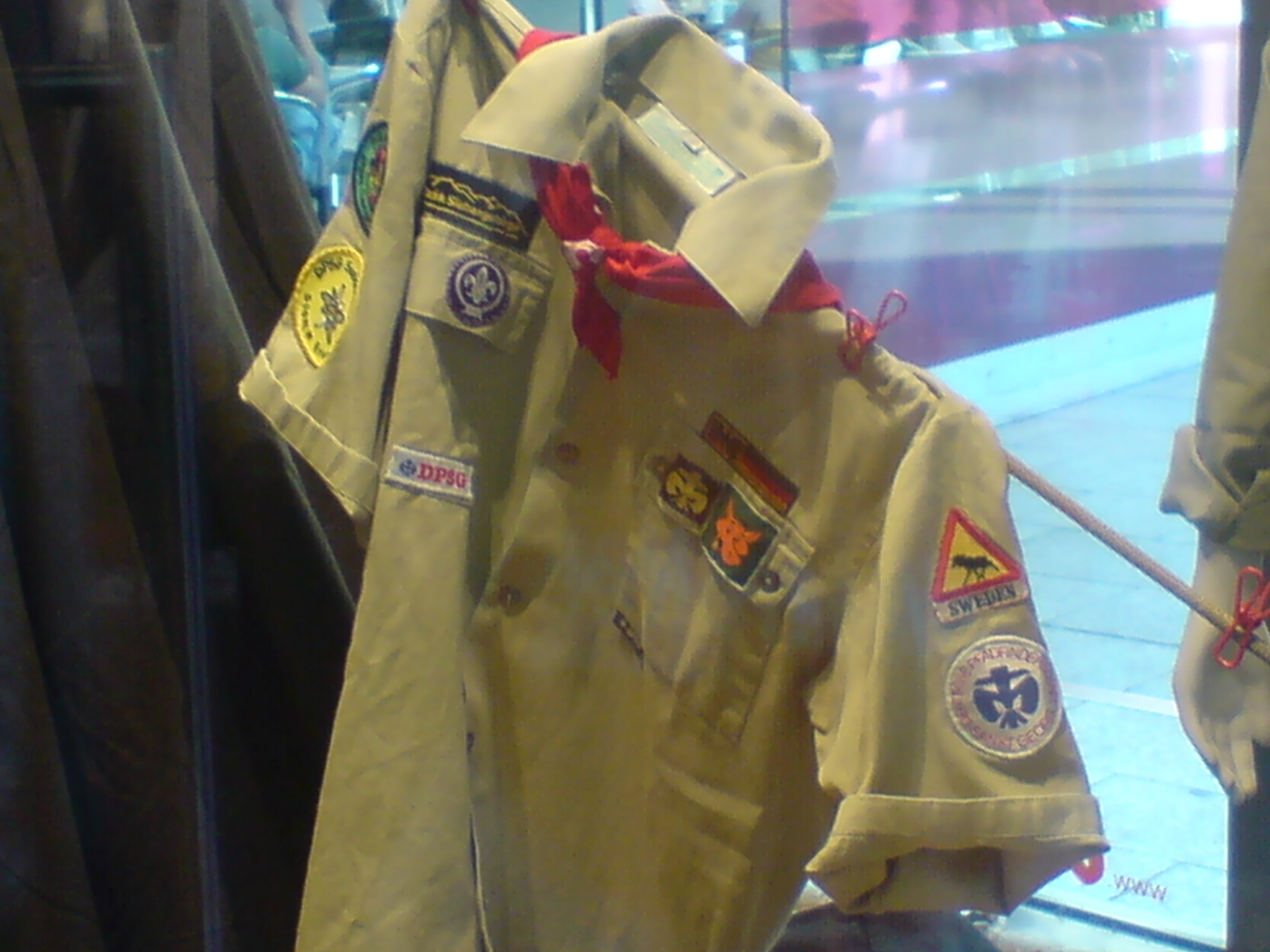
Pfadfinderkluft der DPSG
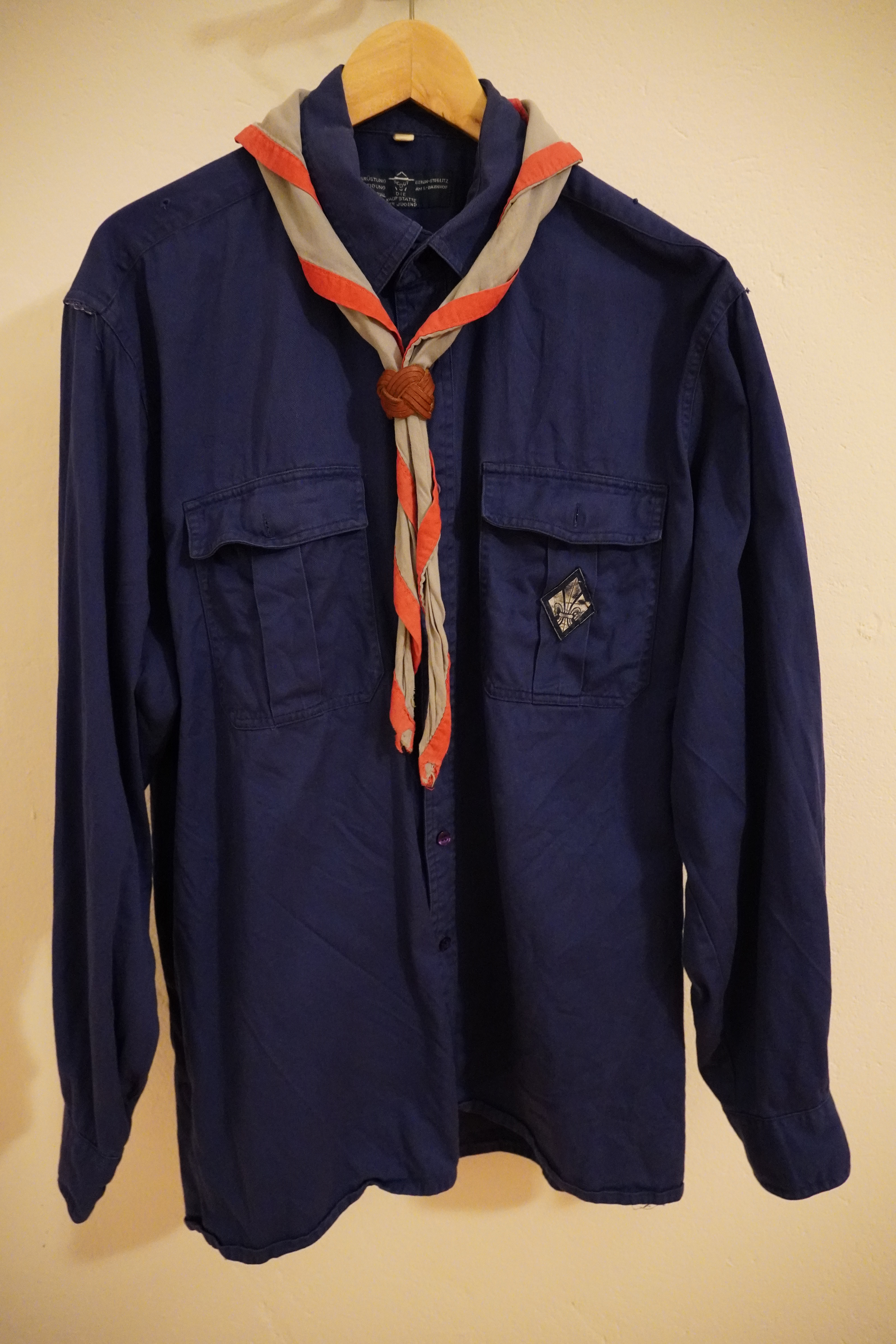
Fahrtenhemd des DPB
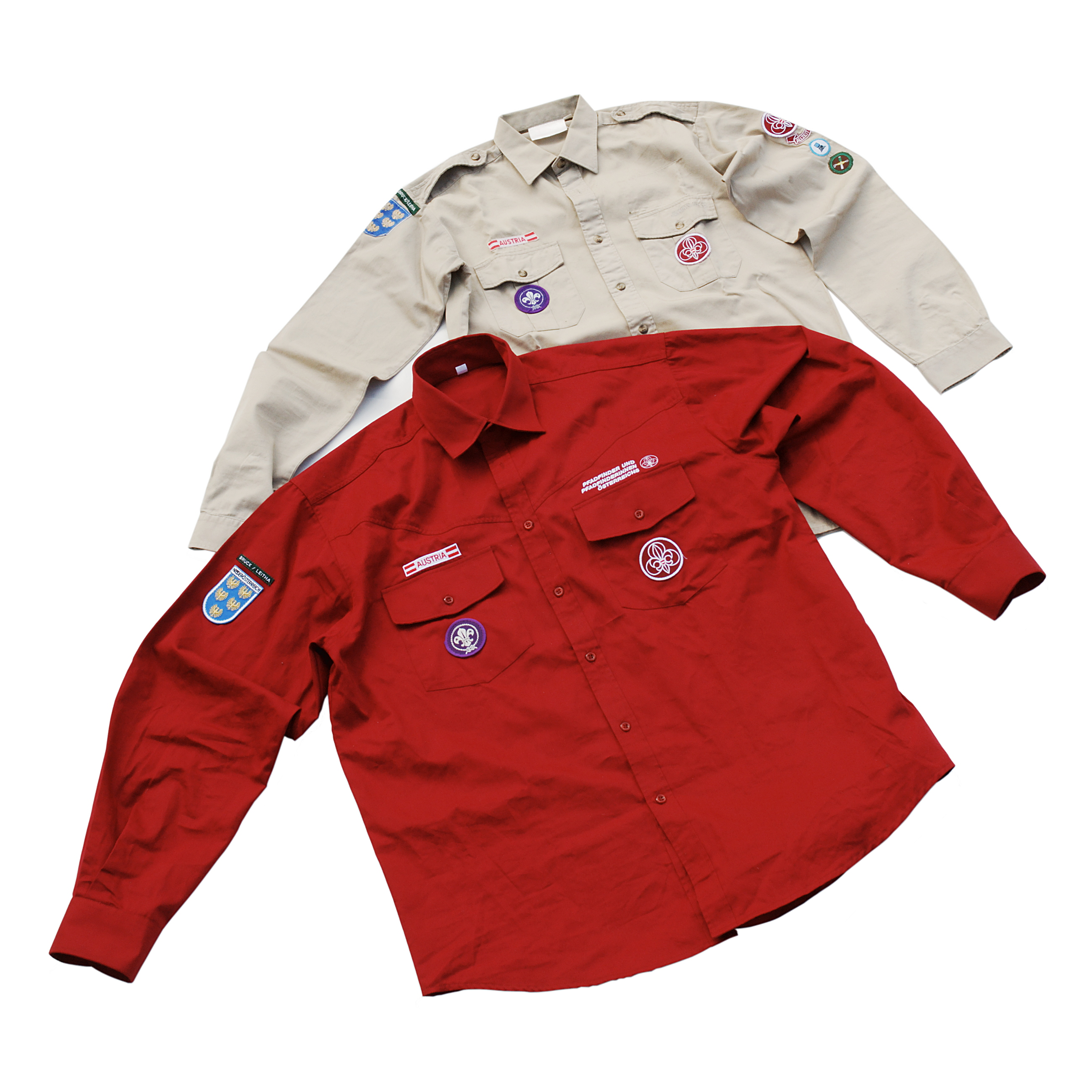
Aktuelles und altes Uniformhemd der PPÖ

Das Hemd, welches in vielen Verbänden erst in Verbindung mit dem Halstuch als Kluft bezeichnet wird, wird zu unterschiedlichen Anlässen getragen. Von einigen Gruppen wird es nur bei öffentlichen Präsentationsaufgaben, wie einem Gottesdienstbesuch, getragen, viele Gruppen nutzen es aber auch auf Fahrten, im Lager oder bei Gruppenstunden. Um dem gerecht zu werden, ist der Stoff strapazierfähig, angenehm zu tragen und in Mitteleuropa üblicherweise aus Baumwolle.
Mit der Kluft haben Pfadfinder in der Bevölkerung einen hohen Bekanntheitsgrad, was oft von Nutzen sein kann. Die Pfadfinderkluft wurde eingeführt, um die Klassenunterschiede der Pfadfinder in der Gruppe zu verwischen. Sie erzeugt ein Zusammengehörigkeitsgefühl, nicht nur in Horte, Meute, Sippe, Stamm und Bund, sondern auch unter Pfadfindern weltweit.
Aus der ursprünglichen englischen Pfadfindertradition kam der Anstoß, khaki-braune Hemden zu tragen. In vielen Bünden und Verbänden sind seither auch Hemden in anderen gedeckten Farben wie beige, blau, grau und grün sowie in neuerer Zeit auch weinrot weit verbreitet. Große Pfadfinderbünde der Weimarer Republik nutzten ein weißes Fest- und Feiertagshemd. Damals fanden grüne Hemden, wie beim Deutschen Pfadfinderbund oder der Deutschen Pfadfinderschaft Sankt Georg weite Verbreitung. Nach dem Zweiten Weltkrieg wurde im Bund Deutscher Pfadfinder blau gewählt, um sich von den braunen Hemden der Hitler-Jugend abzugrenzen.
In der Schweiz werden je nach Altersstufe verschiedene Uniformfarben verwendet. So tragen Wölfe in der Regel türkisfarbene Hemden und Pfadfinder die klassische Khaki Farbe. Des Weiteren werden von älteren Pfadfindern und Leitern auch rote bzw. grüne Uniformhemden getragen.
Das Hemd des größten österreichischen Pfadfinderverbandes, der Pfadfinder und Pfadfinderinnen Österreichs (PPÖ), ist seit 1995 rubinrot. Davor war die Hemdfarbe beige. Das Hemd wird von allen Pfadfindern ab der Altersstufe Guides und Späher (ab zehn Jahren) sowie den Leitern getragen. Die jüngste Altersstufe (Wichtel und Wölflinge, 7–10 Jahre) trägt kein Hemd, sondern ein royalblaues T-Shirt.

## Bluse

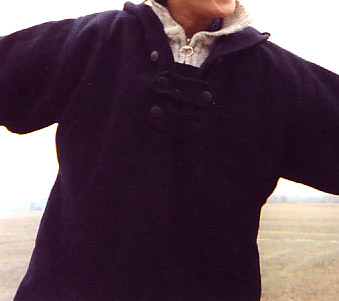
Jungenschaftsjacke

Über dem Hemd wird bei schlechtem Wetter eine Bluse (Juja) getragen. Sie wird aus dunkelblauem Wollstoff oder aus schwarzem Zeltstoff (Kohtenstoff) gefertigt und am Hals mit drei Riegeln verschlossen. In diese Riegel lässt sich das Halstuch einflechten.

## Abzeichen
Verschiedene Abzeichen in Form von Aufnäher, Nadel und Patte können das Hemd ergänzen. Hemdfarbe und Abzeichen variieren und zeigen zu welchem Pfadfinderbund- oder -verband der Träger gehört und in manchen Fällen welche Aufgaben oder Funktionen er dort wahrnimmt. Manche Gruppen haben ein vielfältiges System von Auszeichnungen für besondere Fähigkeiten, die auf gestickten Abzeichen dargestellt sind. Abzeichen werden auch verliehen als Auszeichnung für besondere Leistungen oder einfach als Erinnerung an die Teilnahme an einem Treffen.
Fast alle Gruppen tragen die Pfadfinderlilie (in der Regel in verbandstypischer Ausführung) und das Gruppenwappen auf ihrer Kluft, bei vielen Gruppen außerdem Herkunftsabzeichen wie Wappen, Farben oder Namensschilder von Bundesländern oder Staaten.

## Halstuch

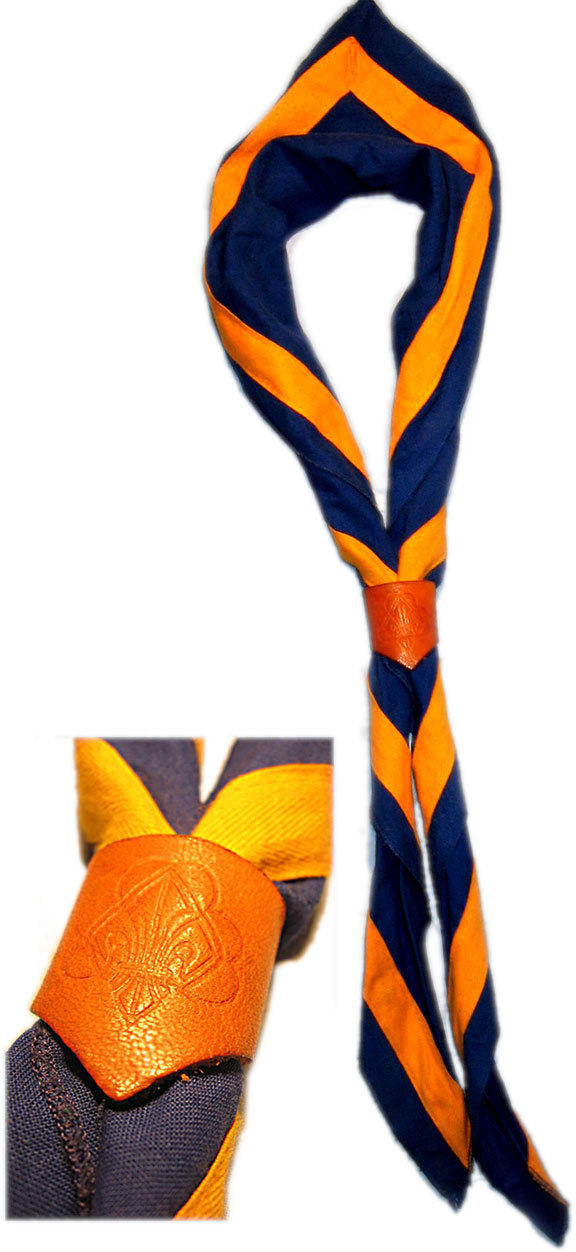
Halstuch des BdP

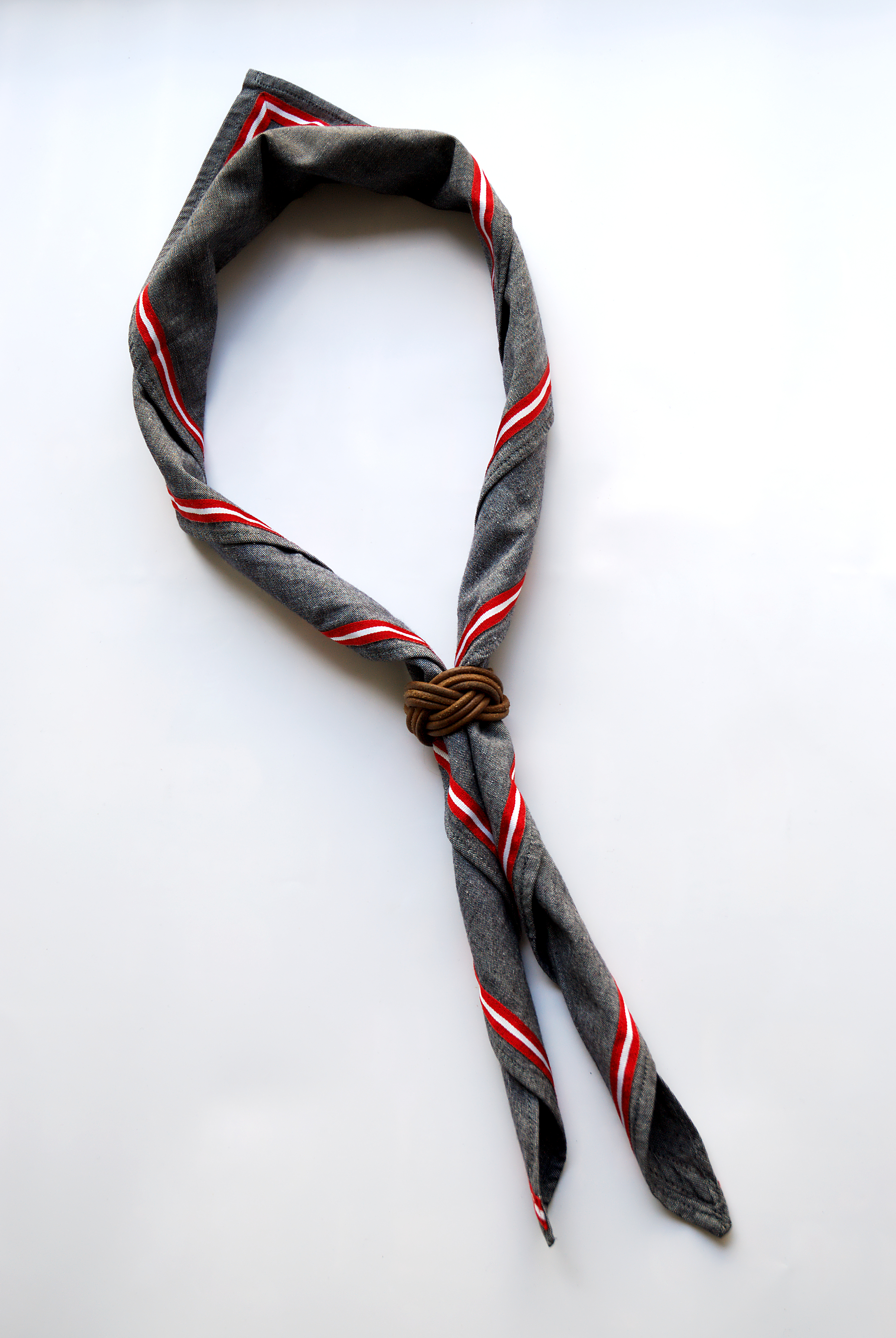
Auslandshalstuch der PPÖ

Zum Hemd kommt meist ein Halstuch (in der Schweiz auch Krawatte oder Foulard genannt), das farblich je nach Zugehörigkeit zu einem Verband, einer örtlichen Gruppe oder einer Altersgruppe variiert. In Deutschland ist es üblich, dass alle Mitglieder eines Verbandes und einer Altersstufe die gleiche Halstuchfarbe tragen, in vielen anderen Ländern legt jede Gruppe ihre eigenen Halstuchfarben fest. Viele Verbände nutzen bei Veranstaltungen im Ausland ein einheitliches Auslandshalstuch, wie bspw. die PPÖ, deren Auslandshalstuch grau mit rot-weiß-rotem Rand ist.
Das Halstuch wird je nach Verbandszugehörigkeit auf oder unter dem Kragen (ähnlich einer Krawatte) getragen, in wenigen Fällen auch im Kragen.
Leiter, die erfolgreich einen Gilwellkurs besucht haben, erhalten das „Gilwell-Halstuch“. Es besteht aus sandfarbenem Tuch, mit einem aufgenähten Stück karierten Schottenstoff. Dazu wird ein Woodbadge getragen, zwei Holzperlen an einem Lederband mit Diamantknoten.

## Halstuchring

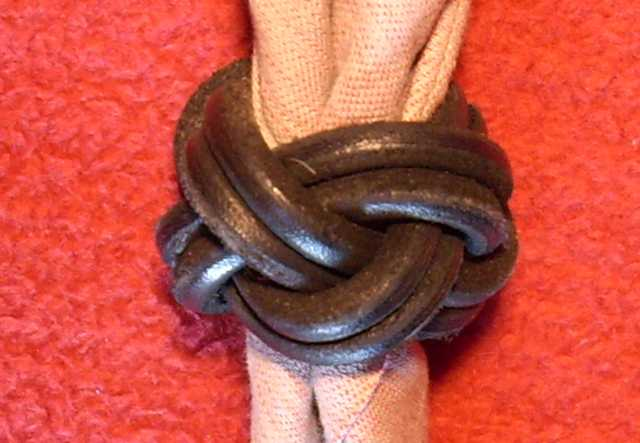
Gilwellknoten

Das Halstuch wird meist mit einem Halstuchring oder Halstuchknoten (in der Schweiz: Foulardknoten) zusammengehalten, einem oft individuell kunstvoll gestalteten Ring aus Leder, Holz, Fell, Knochen, Metall, Seil, Lederschnur oder Stoff. Häufig verwendet wird der Türkenbund aus Leder oder Schnur. Rechts im Bild ein Gilwellknoten.

## Gürtel
| - Allzeit Bereit - Koppelschloss „Bund Deutscher Pfadfinder“ aus den 1960ern - Koppelschloss Schweizer Pfadfinder | Ergänzend wird in den meisten Bünden ein Ledergürtel zu Hose und Rock getragen. Ein wichtiges Merkmal ist die in der Regel an den Gürtel genietete oder genähte Metallschnalle, welche zumeist eine Lilie zeigt, die oftmals mit dem Wahlspruch der Pfadfinder, „Allzeit Bereit“, umschrieben ist. Manchmal wird zusätzlich der Name des Pfadfinderbundes- oder -verbandes gekürzt oder ausgeschrieben angegeben. Der Verschluss ist meist rund gestaltet und besitzt eine Steckschließe. Bei vielen Pfadfindergürteln sind am Leibriemen zwei runde oder eckig gestaltete Metallringe integriert, die beim Tragen an den Hüften sitzen. Oft sind an den Ringen noch kleine Karabinerhaken befestigt. An den Ringen beziehungsweise an den Haken können unter anderem leichtere Gegenstände befestigt werden. Viele Pfadfinder tragen den Gürtel auch im Alltag zu ziviler Kleidung, als Zeichen der Zugehörigkeit zur Pfadfinderbewegung. |

## Kopfbedeckung

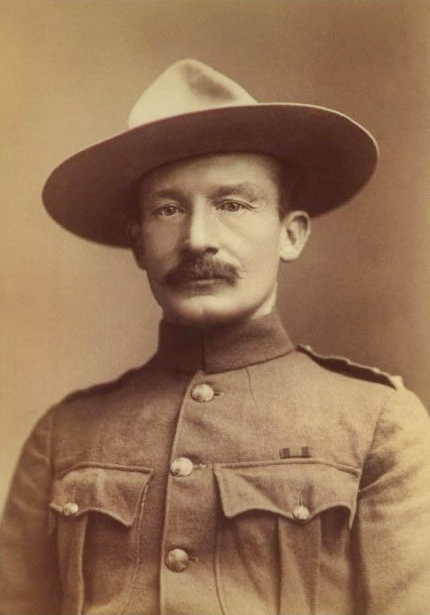
Baden-Powell mit dem später als „Pfadfinderhut“ bezeichneten „Campaign hat“ (1896)
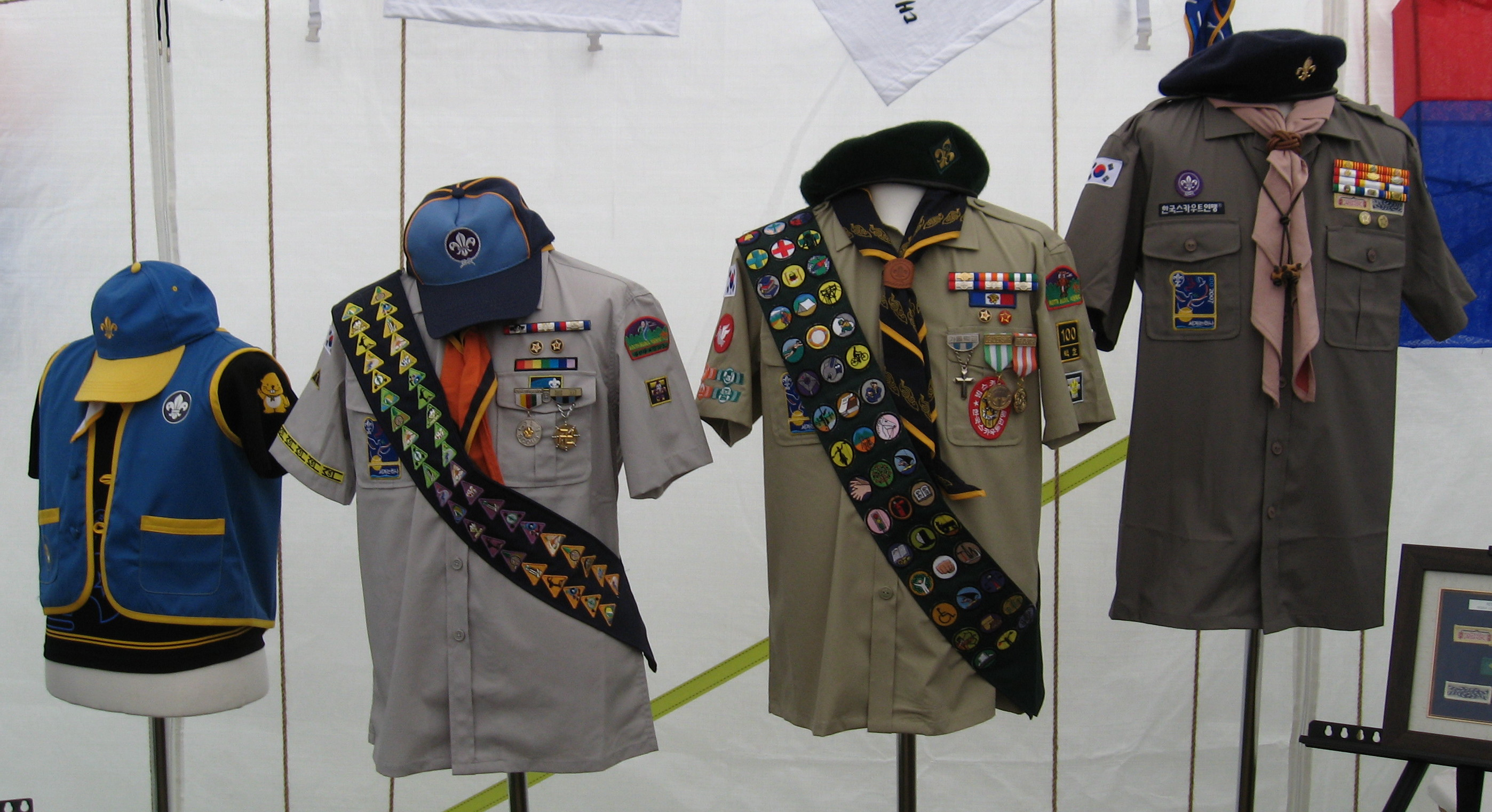
Koreanische Pfadfinderuniformen mit Baseballcap (links) und Barett (rechts)

Der Pfadfinderhut ist ein besonders auffälliges Merkmal der klassischen Pfadfinderkluft. Er stammt ursprünglich aus Nordamerika und wurde von Baden-Powell nach dem Zweiten Burenkrieg für die South African Constabulary übernommen, zu der zahlreiche Kanadier gehörten. 1907 wurde er in dem Pfadfinderhandbuch Scouting for Boys als Teil der Scout uniform eingeführt. Er ist in einem Stück aus Wollfilz gearbeitet und dient mit seiner breiten Krempe als Sonnen- und Regenschutz.
Neben dem Pfadfinderhut wurde von vielen Bünden und Verbänden schon früh das Schiffchen getragen. Nach dem Zweiten Weltkrieg kam in Deutschland das vielfach bereits wieder abgeschaffte Barett zum Einsatz. Als Ersatz wurde teilweise das Baseballcap zum offiziellen Uniformbestandteil. Etliche Pfadfinderbünde und -verbände besitzen jedoch keine offizielle Kopfbedeckung mehr.